# Юнацька збірна М'янми з футболу (U-17)
Юнацька збірна М'янми з футболу (U-17) — національна футбольна збірна М'янми, що складається із гравців віком до 17 років. Керівництво командою здійснює Федерація футболу М'янми.
Головним континентальним турніром для команди є Юнацький кубок Азії, який з 2008 року розігрується серед команд з віковим обмеженням до 16 років і успішний виступ на якому дозволяє отримати путівку на Чемпіонат світу (U-17). Також може брати участь у товариських і регіональних змаганнях, зокрема у Юнацькому чемпіонаті АФФ з футболу (U-16), юнацькій першості серед країн, що входять до Федерації футболу АСЕАН.
Протягом 1980-х років брала участь у відбіркових турнірах на світову першість у форматі U-16.

## Виступи на міжнародних турнірах

### Юнацький чемпіонат світу (U-17)
| Рік          | Результат              |
| ------------ | ---------------------- |
| 1985         | відмовилися від участі |
| 1987         | не кваліфікувалася     |
| 1989 до 1997 | відмовилися від участі |
| 1999 до 2007 | не кваліфікувалася     |
| 2009         | знялася                |
| 2011 до 2021 | не кваліфікувалася     |

### Юнацький кубок Азії з футболу
| Year       | Результат              |
| ---------- | ---------------------- |
| 1985       | відмовилися від участі |
| 1986       | груповий етап          |
| 1988~ 1996 | відмовилися від участі |
| 1998       | не кваліфікувалася     |
| 2000       | груповий етап          |
| 2002       | груповий етап          |
| 2004       | не кваліфікувалася     |
| 2006       | груповий етап          |
| 2008       | знялася                |
| 2010~ 2020 | не кваліфікувалася     |

### Юнацький чемпіонат АФФ
| Year | Результат              |
| ---- | ---------------------- |
| 2002 | чемпіони               |
| 2005 | чемпіони               |
| 2006 | віце-чемпіон           |
| 2007 | груповий етап          |
| 2008 | відмовилися від участі |
| 2009 | скасовано              |
| 2010 | відмовилися від участі |
| 2011 | третє місце            |
| 2012 | відмовилися від участі |
| 2013 | груповий етап          |
| 2014 | скасовано              |
| 2015 | віце-чемпіон           |
| 2016 | груповий етап          |
| 2017 | груповий етап          |
| 2018 | четверте місце         |
| 2019 | груповий етап          |

## Титули і досягнення
- Юнацький чемпіонат АФФ

 чемпіони (2): 2002, 2005
 віце-чемпіон (2): 2006, 2015
 третє місце (1): 2011